# Megan Brennan

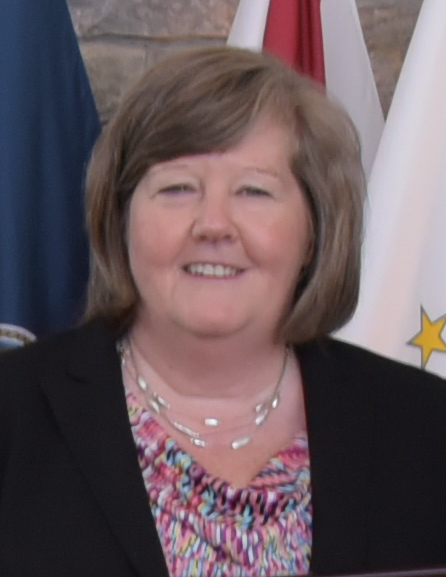
Megan Brennan 2015

Megan Jane Brennan (* 1961) war von 2015 bis 2020 die 74. United States Postmaster General und die erste Frau auf diesem Posten.

## Leben
Megan Jane Brennan wuchs in Pottsville, Pennsylvania als Tochter irischstämmiger Eltern auf.  Sie besuchte die Nativity BVM High School, eine katholische Privatschule, in ihrem Heimatort. Dort spielte sie Softball und Basketball. Mit ihrem Basketball-Team wurde sie 1978 States Champion.
Nach ihrem Highschool-Abschluss 1980 studierte sie Geschichte am Immaculata College in Philadelphia. 1984 machte sie ihren Bachelor-Abschluss.
1986 begann ihre Karriere beim United States Postal Service, wo sie zunächst als Briefträgerin in Lancaster, Pennsylvania, begann. Von dort arbeitete sie sich zur Betriebsleiterin in Reading und Lehigh Valley, Pennsylvania sowie zur Bezirksleiterin von Springfield, Massachusetts hoch.
2002 studierte sie als Sloan Fellow am MIT, wo sie in einem einjährigen Studium ihren Master of Business Administration (MBA) erwarb. Mit diesem Abschluss wurde sie zur Leiterin des Außendienstes und Betriebsleiterin des Nordostens der Vereinigten Staaten und 2005 zur Vizepräsidentin für dieses Gebiet ernannt. Nachdem sie sich dort bewährt hatte, wurde sie Vizepräsidentin der gesamten Ostküste und betreute ein Gebiet, das unter anderem Pennsylvania, Ohio, West Virginia, Delaware, Kentucky, Jersey, New York und Teile von Indiana umfasste.
2010 wurde sie schließlich zur Geschäftsführerin und CEO des US Postal Services ernannt. In ihre Dienstzeit fiel unter anderem eine große Schließungswelle auf Grund des kleiner werdenden Marktes sowie gestiegener Pensionskosten. Dabei gelang es ihr jedoch, die Schließung von ländlichen Postämtern so gut es ging zu vermeiden.
Am 14. November 2014 wurde sie zum 74. United States Postmaster General ernannt und folgte damit Patrick Donahoe im Amt. Sie ist die erste weibliche Postmaster General seit Einführung des Amtes 1775.